# Talia Castellano
Talia Joy Castellano (18. august 1999 - 16. juli 2013) var en amerikansk internetberømthed kendt for sin YouTube-kanal "TaliaJoy18" der viste hendes unikke make-up videoer. Hendes kanal var mest dedikeret til make-up, mode og videoblogindlæg om cancer, hvor hun fortalte om neuroblastom, den sygdom, hun selv kæmpede med i seks år. Da Castellano døde, havde hendes kanal mere end 750.000 følgere og 45 millioner videovisninger. Siden da har hendes YouTube-kanal fået mere end 1.000.000 følgere. Selv efter hendes død, havde hendes Instagram, @taliajoy18, over 2.000.000 følgere.

## Tidlige liv
Talia blev født d. 18. August, 1999 i Orlando, Florida. Hun voksede op i det centrale Florida med sin mor Desiree Castellano, og sin far Marc Winthrop. Hun havde tre søskende: Kaitlyn og Jackson Winthrop og Mattia Castellano.

## Diagnose
Da hun var 7 år gammel, begyndte hun at have feber og smerter. Efter en skanning fik hun diagnosen neuroblastom, en kendt cancerform hos børn. Hun fik forskellige typer terapi og behandlinger, og blev på et tidspunkt erklæret rask, men hun fik flere tilbagefald. Hun kæmpede med cancer helt til sin død d. 16. juli 2013.